# 威廉一世 (奥兰治亲王)
奧蘭治親王威廉一世（荷蘭語：Willem I，1533年4月24日—1584年7月10日），也称沉默者威廉（荷蘭語：Willem de Zwijger）、奥兰治的威廉（荷蘭語：Willem van Oranje），尼德兰革命中反抗西班牙哈布斯堡王朝统治的主要领导者，曾任荷兰共和国首任執政。
原为奥兰治亲王（荷蘭語：Prins van Oranje）；1565年组织“贵族同盟”，反对哈布斯堡王朝的西班牙国王腓力二世对西属尼德兰的统治；后来逃亡德意志，招募佣兵，多次反攻尼德兰，都遭失败；1572年北方大起义后，8月在尼德兰北方各行省會議上被推选为多省的執政；1584年遭西班牙间谍刺杀身亡。
去世後，次子拿騷的毛里茨成為領袖，繼續領導反抗勢力，後來又從長兄奧蘭治親王菲利普·威廉那裡繼承了奧蘭治親王的封號；威廉一世的幼子弗雷德里克·亨德里克後來在1625年繼承拿騷的毛里茨的奧蘭治親王與執政職位。
威廉是一位伟大的政治家，具有卓越的组织才能、机智和耐心，雖然軍事才能極其平庸，但他坚忍不拔地屢敗屢戰，使獨立事業在他死後取得最终成功。荷兰人通常称其为“国父”，国歌亦名《威廉颂》，因為他的人格魅力，使他成為獨立與自由的理念象徵。

## 早年

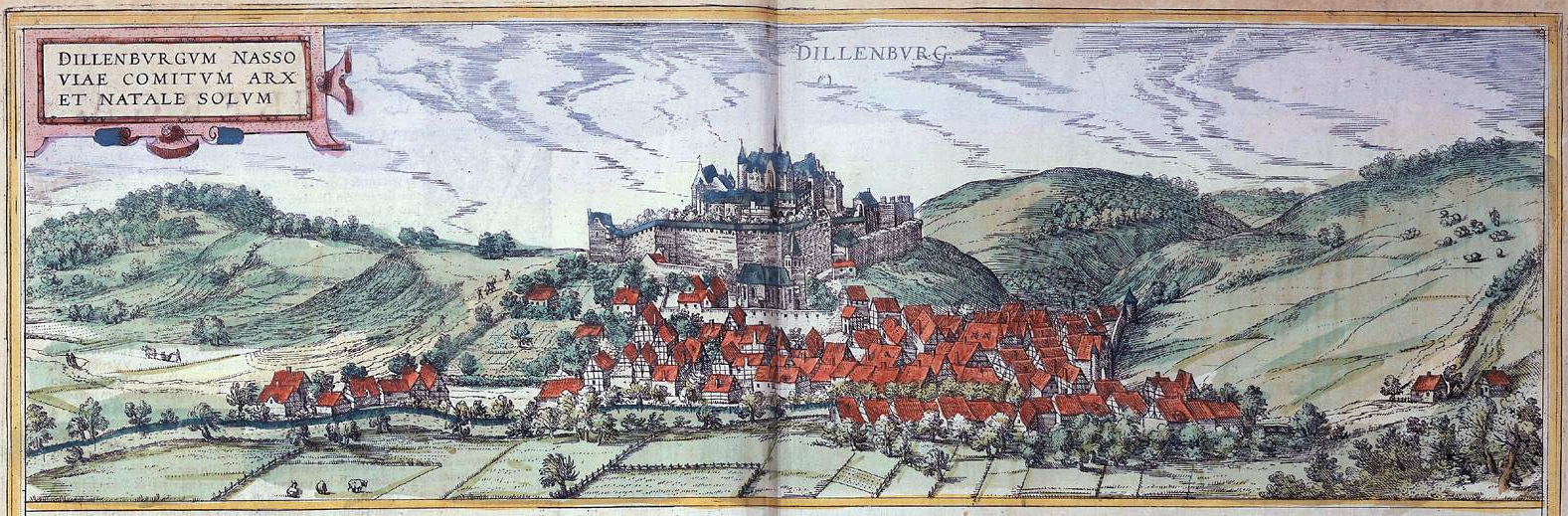
威廉出生的迪倫堡之城，位於拿騷公國中

1533年威廉一世生於拿騷的迪倫堡，其父是拿騷-迪倫堡伯爵威廉一世，母親是施托爾貝格的朱麗安娜，他與弟弟約翰六世一同被養育成路德教派。1544年，威廉的堂哥——奧蘭治親王兼荷蘭省督勒內·德·沙龍戰死，於是在神聖羅馬皇帝查理五世的同意下，时年11歲的威廉繼承了位於法國南部的奧蘭治公國，以及法國羅納河以東之地產、尼德蘭財產。
从1544年起，一方面是查理五世的提拔，一方面是父命，威廉去了布鲁塞尔的查理宮廷，在尼德兰接受天主教的教育，共达九年之久。威廉父母原本都宗路德教，他的导师却是红衣主教佩里诺特，讓他成為精熟的天主教徒。威廉聪明，能讲法語、德語、西班牙語、弗拉芒语和拉丁语，極受查理五世器重並成為寵臣愛將，被留在身旁任侍从官，经常陪同接见外宾和参加国务会议。
1551年7月，由查理五世作媒，18歲的威廉同尼德兰大贵族、伯伦伯爵的女继承人──埃格蒙特的安妮结婚；藉此婚姻，他又得到尼德兰几处领地，成為尼德蘭首屈一指的大貴族。威廉长期生活在尼德兰，也由于他的家世渊源，他对尼德兰有深厚的感情。正如他后来（1581年）在辩护书中所说，他在尼德兰并不是外国人，尼德兰也是他的祖国。
此后数年，威廉在神圣罗马帝国军队中任职，多次领兵在尼德兰法国边境与法军周旋，为查理五世立下汗马功劳。1555年10月，查理五世在布鲁塞尔由威廉扶持着出席退位式。这是威廉的特殊荣誉。查理五世退位后，其弟斐迪南一世继任神圣罗马帝国皇帝，儿子腓力二世继承西班牙王位并统治尼德兰。
腓力二世统治之初，威廉仍然官运亨通，就在1555年，威廉和格兰维尔、埃格蒙特伯爵等几名显贵被任命为国务会议成员。翌年元月，腓力二世亲自授予他西班牙最高奖章金羊毛勋章；威廉成为最高级的金羊毛骑士团骑士，遂在同年22歲被任命為馬斯軍團司令，並進入尼德蘭總督府政務院。1556年8月，威廉率兵在西法之聖康坦戰役中一同大败法军（聖康坦在巴黎附近，威廉隸屬西軍主帥、尼德蘭總督伊曼紐爾·菲利貝托），決定三年後法西議和的卡托-康布雷齐和约（和約確立了西之霸權）。不久（1559年），他又受到新任尼德蘭女總督帕爾馬的瑪格麗特的厚愛、器重，被任命为荷兰、泽兰和乌德勒支支等地的執政。在此同时，其父身死，威廉以长子身分又承袭了拿骚伯爵。

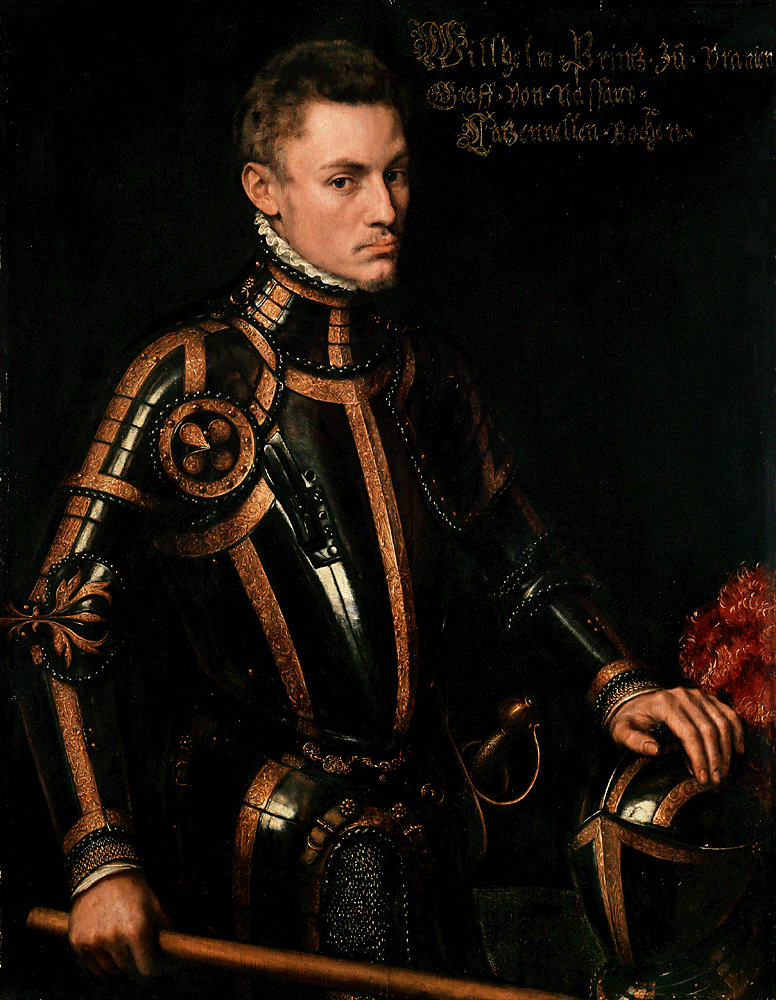
威廉一世青年樣貌

威廉所受到的恩宠，可从后来腓力二世在剥夺威廉公民权时所发布的公告中看到：“大家都熟知，我们的父皇先帝查理五世，在拿骚的威廉继承其堂兄奥兰治亲王一事上曾如何给以优遇，从威廉很年轻的时候起就如何予以提拔；熟知先帝故去后我们继续优遇他，任命他为荷兰、泽兰、乌德勒支和勃艮第的总督，召他参加我们的国务会议，赠与他大量的荣誉和报酬。”然而，威廉令後世敬佩其偉大之处就在于，他这样一位高官權贵，在事关民族独立的是非面前，義無反顧地站在尼德兰民族一边，同以腓力二世为代表的西班牙高壓统治进行不屈不挠的斗争，成为受人景仰的爱国贵族。

## 反抗暴政
十六世纪的尼德兰资本主义关系已相当发达。从十六世紀二十年代起，路德的著作已译成尼德兰语。在十六世紀五十年代末，加尔文的歸正主義广泛流行；在劳动群众中，早有再洗礼派流传。查理五世对尼德兰的稅收雖高，但他懂得妥協和尊重自己出生地的同胞，並讓尼德蘭的經濟蒸蒸日上，獲得尼德蘭人的廣泛敬愛。
1521年沃尔姆斯议会以后，查理五世在布鲁塞尔开始對路德派信徒處以火刑。后来，迫害连连升级，1550年颁布的惩治“异端”的血腥诏令，对稍与路德教派、加尔文教派有接触的人，甚至对阅读和讲解圣经的人，均以叛教和違反治安維持法论处。若坚持不改，则一律烧死，财产籍没；包庇“异端”者，即或只有嫌疑，与其同罪，但迫害仍保留在有限狀態。
然而1555年腓力二世上台后，确认并严格执行1550年诏令，如此一來，阶级矛盾，特别是民族矛盾，急剧激化。尼德兰广大人民群众，在西班牙大屠杀面前，无所畏惧地英勇斗争。威尼斯驻尼德兰大使写道：“尽管寒冷的气候使居民胆小，但当判处死刑的时候，他们都以罕见的勇气蔑视命运，这是一件值得注意的事。” 在人民斗争的推动下，威廉终于走上反抗西班牙反动统治的道路。
1559年3月，威廉以西班牙代表之一的身份赴法谈判，签订卡托-康布雷西和约；为保证和约实施，同年夏威廉被派往巴黎为人质。原来和约有秘密条款，规定两国在镇压新教徒一事上相互支援。威廉在和法王亨利二世接触中获悉此事后，接连两、三天沉默不语；后来，他以私事为名去布鲁塞尔，将秘密条款告知亲友。从此，他被称为“沉默的威廉”，威廉的沉默是对西班牙统治的无言抗议，表明他热爱苦难中的尼德兰国家和民族；他说：我极为同情我的祖国和人民，“从那时起，决心竭尽全力把西班牙暴徒逐出尼德兰。对此我毫不后悔，而且深信：我、我的同志们以及所有支持我们的人，为完成一件有意义的事业感到无上光荣。”

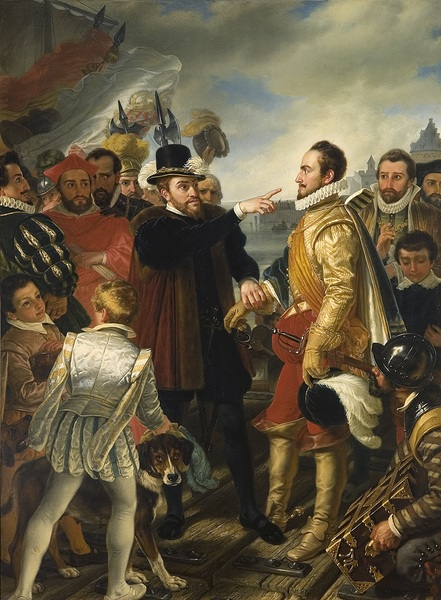
1559年西班牙王腓力二世抓著威廉的手臂，激烈指責他「保護同胞」的行為是辜負王室（此場景據說是發生在荷蘭西南的弗利辛恩），19世紀荷蘭畫家科内利斯·克吕瑟曼繪

1559年8月7日，腓力二世在根特召开尼德蘭三級會議，威廉联络埃格蒙特伯爵等人乘机提出减轻税收、撤出外国军队和禁止外国人担任尼德兰官吏等建议。威廉和埃格蒙特伯爵还禁止在其管辖的荷兰、泽兰、乌德勒支、佛兰德和阿图瓦诸省迫害新教；对此腓力大惊，慌忙动身去弗利辛恩以便乘船回西班牙。腓力还命令威廉干掉几名同情新教的贵族和资产阶级分子，而威廉拒绝执行，并说那是国家政府的事；岸邊的腓力愤怒地抓住他的手臂大叫：“不，那不是政府的事，而是你、只有你应该做的事。” 斗争一直继续着。1563年7月，威廉和埃格蒙特伯爵、霍恩伯爵三大貴族領主合作，要求撤除操纵国务会议的大贵族格兰维尔（紅衣主教），並拒絕與格蘭維爾合作。1564，因帕爾馬的瑪格麗特女總督也不滿格蘭維爾，腓力迫于形势，才召回格兰维尔。

## 屡败屡战

威廉一世的徽章

沉默者威廉的雕刻畫

1565年底，几名爱国贵族在布雷达成立“贵族同盟”，威廉的弟弟路易也在其中。不久，有2,000多名贵族在秘密协议上签字，一致谴责一小撮外国人的暴虐，谴责镇压异端的敕令和宗教裁判所，威廉暗中支持此事。1566年4月，贵族同盟成员穿着乞丐装，繫上讨饭袋，向女总督玛格丽特·德·帕尔玛请愿，要求停止迫害，立即召开三级会议讨论国内政治形势。女总督拒绝，身旁还有人骂他们是乞丐，但隔天，女總督答應轉呈請願書，並要求威廉到安特衛普平息騷亂。
威廉到安特衛普後成功讓民怨暫息，但是各地反天主教的情緒已高漲，加上嚴重的欠收和飢荒發生，一场声势浩大的人民暴動像火山一样爆发了。愤怒的群众冲进天主教教堂和修道院，破坏圣像，捣毁教堂内部的装饰，即著名的“破坏圣像运动”，席卷了尼德兰17省中的12个省，連安特衛普也不例外。但也因為行動過於偏激，天主教徒不能再做禮拜，使一部分貴族分化了，他們重歸國王腓力二世，「貴族同盟」解體，威廉的處境越發困難。
这时候的威廉，虽然打壓过革命群众，但拒绝和西班牙当局同流合污。10月，威廉于登德尔蒙德召开秘密会议，商量对策。有人主张立即起革命，有人反对；威廉认为革命有道理，但建议进一步观察政府的动静。
翌年8月，阿尔瓦公爵费尔南多·阿尔瓦雷斯·德·托莱多带领1.4萬名西班牙军队，從倫巴底趕到布鲁塞尔，負責鎮壓動亂並取代瑪格麗特的總督之位。埃格蒙特伯爵、霍恩伯爵等人因為反對新教過激行為，轉而降敌，沒想到立刻被阿爾瓦逮捕，並在1568年於布魯塞爾大廣場公開斬首，更召開臭名昭著的「血腥委員會」，共處死兩千人，並沒收1.2萬人的財產，此外阿爾瓦還大征1/10的銷售稅，讓整個尼德蘭人都因重稅而怒氣衝天。當時威廉带着一批亲信退往德意志，利用国外新教势力继续斗争。之後他在1568年回到尼德蘭領導反叛行動，他在聯省議會中發表以下演說：
| “ | 對於所有愛好自由的人民來說，你們是美德的範例，你們將會打擊任何對聯省不義、實行恐怖統治的暴君。你們將留給子孫後代最好的示範，為了保護自由的思想和權利，你們將提供後代基於正義與合法基礎上、不可改變的自由與價值。只服從合法與正義的親王，如此，你依照良心，參與付出道義上的責任。你們代表全體人民，全體人民的自由和福祉委託給你們了。 | ” |

1568年1月，阿尔瓦以叛国罪缺席审判威廉，并逮捕其长子菲利普·威廉，送到西班牙作為人質。威廉不顾这些，仍然多方奔走，组织军队从南（阿图瓦）、东（林堡）和北（格罗宁根）三处攻入尼德兰。因战线太长，难以互相支援，南路、东路先被击败，只有北路暂时奏效；不久，阿尔瓦的援军赶到，北路也遭全军复没。這主要是因為威廉是個組織家，卻是個失敗的軍事家，缺乏任何軍事才能。

## 贵族同盟
1572年4月1日，稱號「海上乞丐」的荷蘭反抗軍占领泽兰省的布里勒，从此北方革命进入高潮。到了7月，除阿姆斯特丹外，荷兰、泽兰和整个尼德兰北方都从西班牙统治下解放出来。这时，远在德国的威廉，利用他的威信，也戏剧性地利用他荷兰、泽兰总督的身份，一方面发表声明支持起义，另一方面派亲信去北方各地担任起义负责人，控制政权。同年7月15日，在多德雷赫特开会的荷兰省议会，决定继续承认威廉为荷兰、泽兰总督，授予最高军政大权，并建议各省共举他为全尼德兰的摄政。
由于阶级的局限，威廉对革命的北方没有多大兴趣，他抱怨北方革命发生太早，妨碍了他准备采取的主要措施；他忙于向英、法求援，希望这两个與西班牙矛盾頗深的国家能支持尼德兰革命。他的計畫獲得了1571年法王最高寵臣──海軍上將加斯帕爾·德科利尼的支持，其作為法國喀爾文派的領袖，打算以對西班牙開戰來結束發生十年的法國宗教戰爭，好讓新舊教的法國貴族齊心對外、轉移焦點而不再內戰；而出兵的目標就是佔領尼德蘭，以打擊1571年勒班陀海戰後西班牙躍上歐洲頂點的聲威和國力。
1572年5月，威廉之弟路易在法国胡格诺派支援下攻占海诺特省会蒙斯。7月，威廉亲率两万多人从杜塞尔多夫出发占领鲁尔蒙德。8月底渡默茲河占领魯汶、梅赫倫，距蒙斯不远，会师在望。8月24日，巴黎发生舊教發起的圣巴托洛缪大屠杀，答应援助威廉武器战马的德科利尼海军上将及超過兩萬新教徒被殺；这对威廉犹如晴天霹雳，军心动摇。9月11日夜，西班牙军队偷袭威廉大本营，威廉只身逃脱，从人均被杀害；威廉只好东渡莱茵河，置路易于不顾。9月19日，路易投降，蒙斯陷落；走投无路的威廉，终于去尼德兰北方，住在荷兰的台夫特。10月21日，正式就任总督並改宗喀爾文教，將荷蘭與西蘭打造為獨立運動的堅固堡壘。

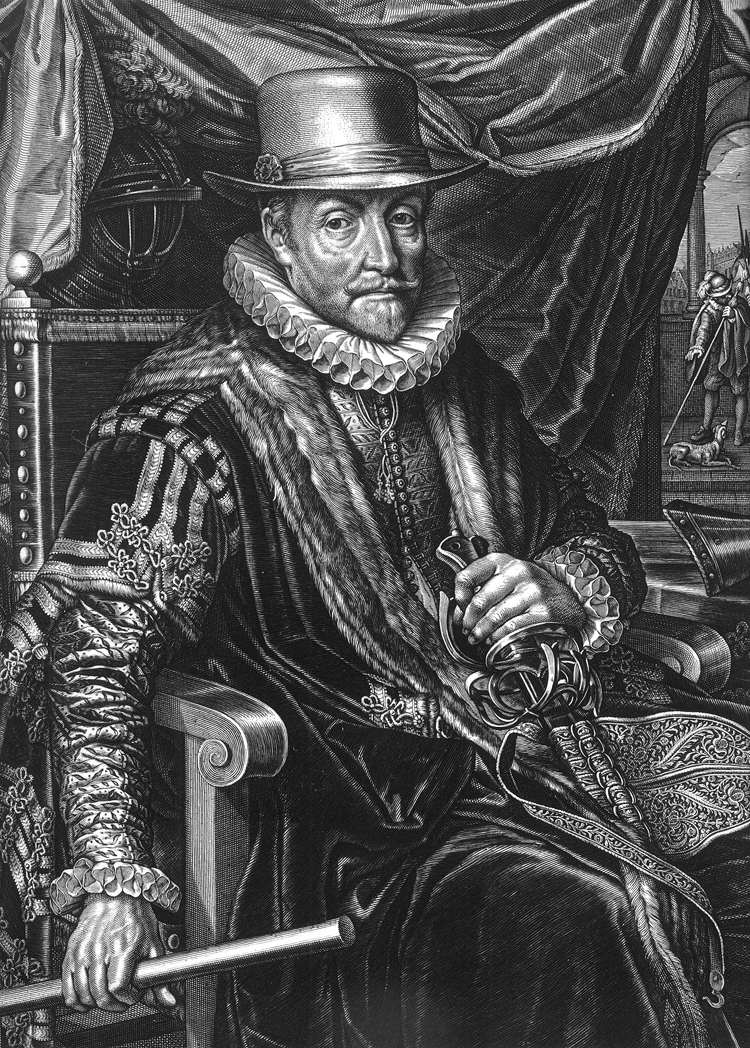
老年威廉的細緻畫

威廉到北方后，做了许多有益于革命的事情。1572年底，阿尔瓦在荷兰、泽兰之间发动鉗形攻勢，企图隔开两省，然后各个击破；西班牙军队攻陷苏特芬和那顿后，包围哈勒姆城。该城居民在弹尽粮绝的极端困难条件下，顽强抵抗；威廉激励市民坚守，同时派人向他的德国亲属求援，还派了几支部队前往营救。哈倫被圍八個月後陷落，敌人又包围莱顿，莱顿距海六英里，地势低于海平面之下，阿爾瓦圍攻了五個月，而威廉的兩個弟弟路易跟亨利率軍來救，卻都戰敗身亡。在最困难的时候，1574年8月3日，威廉亲自指挥掘开海堤16处，使莱顿郊区变成泽国，這代價雖然慘重，但荷蘭人義氣干雲，有錢人家的婦女還把金銀首飾拿出來供給軍用。8月到10月中，海水淹沒了西班牙軍營，讓「海上乞丐」趁水攻破敵區，敌人损失惨重，只好撤围；解围的第二天，威廉专程前往祝贺，並興建萊頓大學來慶祝勝利。
1574年的萊頓解圍是尼德蘭革命的重大勝利，從此，西班牙平定尼德蘭叛乱的希望變得十分渺茫，沿海都被海上乞丐封鎖或擊敗，腓力大失所望，已派雷克森斯擔任尼德蘭總督（任期1573-1576），他到任比較節制，把天怒人怨的血腥委員會和什一稅撤銷，希望以懷柔手段讓各省重新效忠，並與威廉進行談判。

## 南北分裂
1574年11月，代尔夫特议会授予威廉拥有最高军政权力的总督称号，但有关税收和政府变动等大事应与议会协商。1576年3月西軍的雷克薩斯總督意外死於戰場後，失去主帥約束加上西班牙因破產而停發軍餉，爆發西班牙憤怒的大暴亂，這些自覺被遺棄的亂軍對居民燒殺擄掠，把一腔怨氣徹底發洩，因此光安特衛普就有近八千人被殺，引起（更多）尼德蘭人更加同仇敵愾而支持獨立戰爭。於是在1576年9月，布鲁塞尔举行起义推翻西班牙反动当局，从此南方革命进入高潮。
这时，以威廉为首的贵族企图團結革命勢力。为此，在威廉的操纵下在根特召开尼德兰17省都有代表参加的三级会议。他本人虽未出席会议，但不断给会议写信、提建议、发备忘录。他在给会议的信里说：“你们仅仅希望呈交西班牙国王一份共同的正式文件，告诉他决心维护你们国家的古老权利，从不能忍受的西班牙人暴政下解放出来，但仍然是陛下合法君权的臣民”。11月18日，会议通过的“根特和解协定”就是这个精神的产物。协定宣布废除阿尔瓦政府的法令，齐心协力驱逐西班牙人，但没有行动计划，更没有提出独立问题。荷兰、泽兰的代表提议取缔天主教，得不到响应；协定最后规定等将来成立政府后再解决，目前维持现状。协定根本没有提到消灭封建土地所有制问题，而且宣布除荷兰、泽兰外要恢复教会的财产，就是那两省也须付给原财产所有者以养老金。协定专门规定保障威廉的尊号、特权和财产不受侵犯。
南方的起义是自发的、分散的，没有统一领导，威廉便乘机活动，夺取政权。1577年9月，他在欢呼声中来到布鲁塞尔；不久，被任命为布拉班特负责人，他在靠海且富庶的安特卫普（歐洲經貿中心）建立他的总部。此时，除南方幾個偏远的省分外，威廉的权力及于全尼德兰。

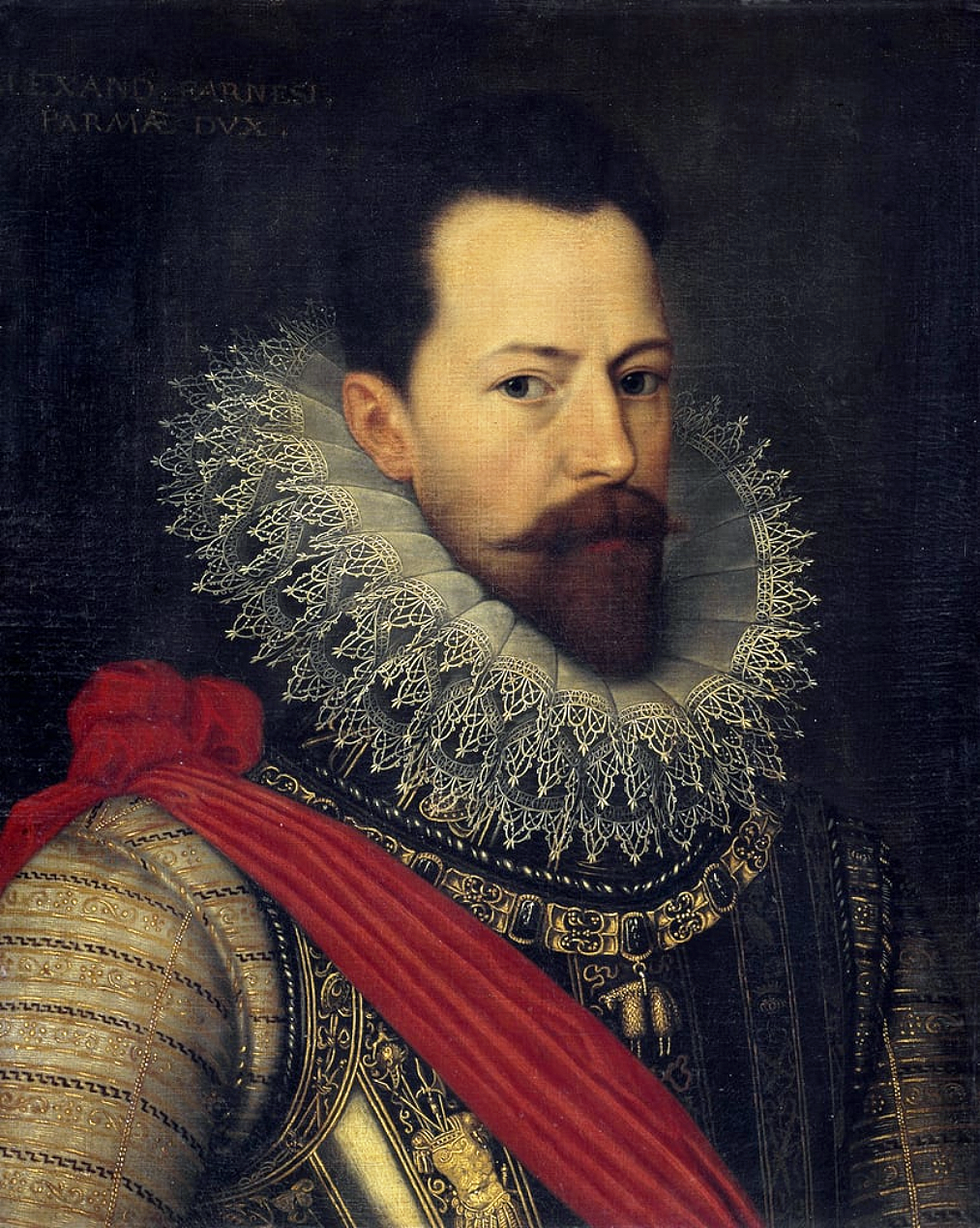
16世紀歐洲的第一軍事天才帕爾馬公爵亞歷山大·法爾內塞，作為威廉最強大的敵手，不但挽救了西班牙在尼德蘭的勢力，甚至逐步反攻，連叛軍的總部安特衛普也在1585年被他攻下。若非1589年他被捲入法國內戰的三亨利之戰，尼德蘭革命極有可能被撲滅。

尼德兰南北两方政治经济的发展是极不平衡的，南方的反动贵族和天主教派仍积极支持西班牙。三级会议内部的代表成份也很复杂。在保守势力的影响下，1577年2月，三级会议竟和西班牙派来的新总督唐·胡安缔结“永久敕令”，承认其合法身份。反动贵族还和德皇鲁道夫二世勾搭，企图把19岁的皇弟阿尔布雷希特七世大公引进尼德兰任总督。11月，三级会议对此予以承认。于是，布鲁塞尔和布拉班特、佛兰德尔诸城在威廉的支持下，纷纷反对。威廉的方针是既不同敌人同流合污，也不愿发动群众使革命深入。在革命阵营中推行这样的政策，就等于断送革命，1578年1月，西班牙乘机发动进攻。總督副手亚历山大·法尔内塞（1578年10月堂胡安死後，法爾內塞繼任總督）率军大败三级会议军于扎姆勃卢。
威廉重向外国求援，他的密使再度出现在伦敦和巴黎；英国伊丽莎白一世女王的政府怕同西班牙公开冲突，说服德国新教诸侯普法尔茨伯爵卡息米尔出兵。同年5月到8月，普法尔茨和法国军队又出现在尼德兰，但都未能挽回局势。

## 走向独立

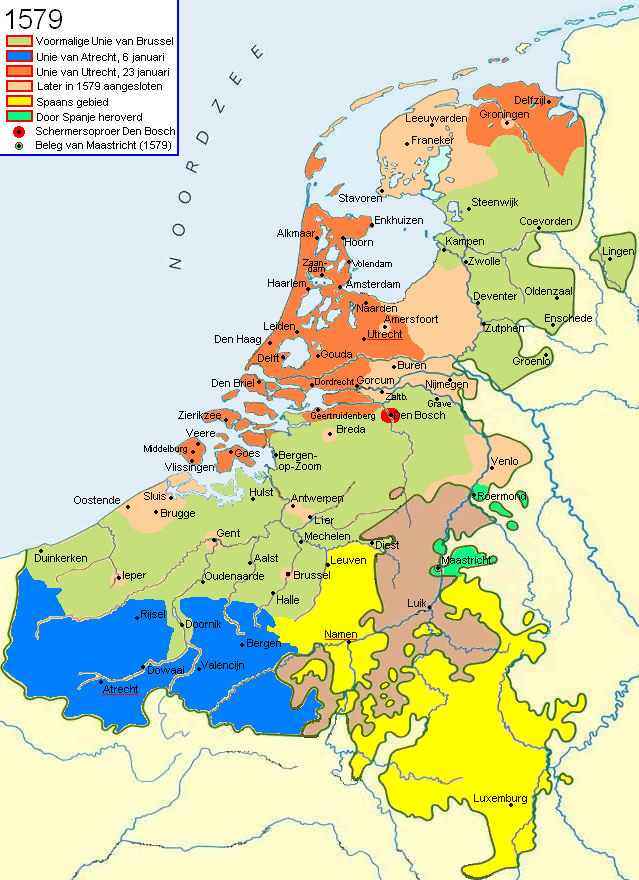
1579年的尼德蘭，南部藍色地區是阿拉斯联盟，北部橘色跟米色是乌德勒支同盟，東北部的綠色土地在同年投靠西班牙的法爾內塞，給西軍提供良好的基地與一連串勝利，中部淺綠色是法爾內塞從1579-1585年收復的領土。

事情终于发展到公开摊牌的地步，1579年1月，在新總督法爾內塞高明的收買技巧下，阿图瓦和海诺特的反动贵族组织“阿拉斯联盟”，公然破坏根特协定，帶領南方10省的多數地區投降西班牙（因南方操法語、信舊教）。尼德兰局势发生重大变化，西班牙在南方重新获得立足点。
革命勢力對此做出回應，在1月23日，北方六省（海尔勒、聚特芬、荷兰、泽兰、乌德勒支、弗里斯兰）和布拉班特、佛兰德尔新教徒的代表在乌德勒支达成协议，宣布“更加紧密地结成联盟”（史稱「乌德勒支同盟」），永不分裂；从此奠定荷兰共和国的基础（1594年，格罗宁根省加入，总共有七省），称尼德兰聯省共和国。威廉是幕后策划人，他自己不出面，透過其弟約翰在前台活动；同年5月3日，威廉才在盟约上签字。
對威廉不幸的是，優秀的軍事天才和政治家法爾內塞，成為前者最可怕的敵人。法爾內塞在1579年7月攻下堅城馬斯特里赫特，此戰極端激烈，攻守雙方都表現地過人英勇兼異常殘忍，但經過4個月的圍城戰後，西軍破城並屠殺六千市民，將兩萬多市民趕走後，法爾內塞將南方的瓦隆天主教徒填補這只剩四百人的城市。這場令人震驚的敗戰讓聯省落居下風，內部的批評者認為威廉要負最大責任，因為他雖帶軍救援，但其不成功的軍事技巧讓他延誤戰機與失敗，這確實在某種程度上反映出威廉軍事上的「無能」；反對他宗教寬容的激進新教徒，現在開始先後指控他不虔誠，甚至批判他已有一年未上喀爾文派教堂作禮拜儀式。
於是在1580年6月，知曉此情的腓力二世趁機发布命令：剥夺威廉公民权以打擊奧蘭治，詳述其罪狀並宣布威廉是“破坏社会和平的主犯”和“人类的公敌”，悬赏巨款2.5萬金克朗捉拿。1581年2月，威廉用多种语言公布辩护书，表示这种无耻行径“只能使我高兴”。
1581年7月26日，威廉在海牙会议上宣布废黜腓力二世，正式独立，此即著名的“断绝关系法令”。法令的前言中说：“人人皆知，上帝命令君主珍爱其臣民，犹如牧人看管羊群。当君主没尽到这个职责，当他压迫其臣民，践踏他们的权利和自由并待之若奴隶时，那他就不是君主而是暴君。这样，三级会议应合法地废除他，而代之以别人。”威廉就任新国家暫時的执政。

## 形勢轉劣

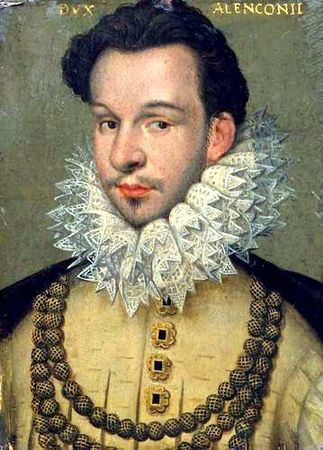
1581年受到威廉邀請而來擔任尼德蘭主權君主的法國王子弗朗索瓦，在尼德蘭非常不得人心

1581年威廉為了爭取外援，在「斷絕法令」的會議上主張（也載明於法令中），應由法國王位繼承人安茹公爵弗朗索瓦擔任尼德蘭君主（先獲得「尼德蘭的自由保衛者」稱號），前提是弗朗索瓦成功擊敗西班牙軍並統一尼德蘭，以此來獲得法國的支援和同盟。當時英國也在支援尼德蘭（給予三萬英鎊），甚至女王伊莉莎白一世也表面上和弗朗索瓦訂婚（女王稱小她22歲的弗朗索瓦為「我的小青蛙」），讓弗朗索瓦做出未來一統英、法、尼德蘭三國的春秋大夢。
但是在1578年後西班牙國庫好轉的情況下（以及經過弗朗什-孔泰的「西班牙陸上補給線」之開通），法爾內塞的援軍持續抵達尼德蘭，憑其驚人的軍事天分，布拉班特、弗蘭德、圖爾奈、馬斯垂克、布雷達、布魯日、根特…等大城陸續落入西班牙手中。到了1582年10月，法爾內塞的兵力達到6.1萬，而且大部分都是精銳勇士、裝備精良；相對之下，乌德勒支同盟軍隊不足三萬，且內部分歧、士氣低落、多次戰敗，甚至發生內鬥。
革命勢力的內鬥有二，第一是各省摩擦與宗教不合的問題，威廉主張宗教寬容，但偏執的喀爾文派教徒認為他膽小懦弱，各省反對中央擴權以及宗教對立的問題，使聯省內部爭吵不休。第二個內鬥問題，是當時笨拙且不得尼德蘭人心的法國王子弗朗索瓦（天主教徒），於1581年8月率1.8萬法軍攻下布康布萊，大大幫助了威廉的聲勢，連法爾內塞都憂慮自己形勢輸人。但弗朗索瓦因為不滿其有限的主權和虛位總督，因此希望以暴力成為「尼德蘭王」的他，在1583年初魯莽地在以其一萬法軍，發動「安特衛普襲擊」。他試圖佔領該城並武力控制其他城市，結果被該市民兵憤怒地擊退並殺掉1500法軍，這次失敗的政變讓他威信掃地，連持續支持他的威廉也廣受批評、人氣及聲望皆下降，認為威廉的聯法政策是在打臉自家的喀爾文派信仰。弗朗索瓦也不得不在1583年6月尷尬地回到法國，結果馬上病死於1584年，直接導致法國王位繼承危機而爆發內戰的三亨利之戰。

## 被刺身亡

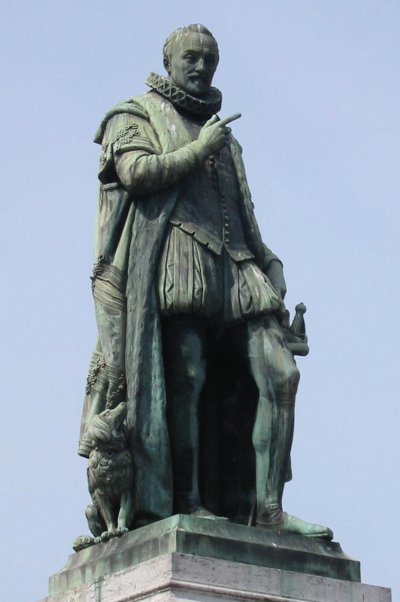
荷蘭國父──奧蘭治威廉的雕像，位於海牙，腳下是他的愛犬龐培

西班牙当局早就策划暗杀威廉的阴谋。1582年3月，威廉遭受雇于西班牙的一名青年的枪击，但靠著妻子夏綠蒂的搶救而幸免于死。此后两年，暗杀威廉的阴谋竟达五次之多。1584年放棄統一南方的威廉回到代尔夫特，將官邸遷到一座修道院，此時一位24歲的法國籍木匠格勞德取得威廉家的信任，但這木匠卻是狂熱天主教徒，自小就發誓要刺殺異端的威廉以「榮耀上帝」。7月10日，51歲的威廉被潜入家中的格勞德连击三枪而死，葬于德尔夫特。威廉死前高喊：“上帝啊，憐憫我的靈魂，也憐憫這個年輕人吧”。幾分鐘內他就死了。24歲的刺客格勞德（Gerard）被捕，他對行刺的成功感到欣慰，但被處以極端殘酷的死刑。威廉的遺體葬在代尔夫特。
威廉為了獨立，散盡家財，僅具貴族之名，而無貴族之實，以至身後極為凄涼，留下十二個貧困的孩子。荷蘭議會替他正義的靈魂哀悼，尊威廉為起義領導人，他們誓死捍衛自由，將爭取尼德蘭的自由大業進行到底。1609北方七省獲得實質獨立後，威廉被尊稱為“國父”，在其墓碑上豎立紀念碑，碑文寫著：「這裡埋葬著國父威廉，他為尼德蘭獻出了自己的生命。」
另一方面，西班牙把刺殺威廉的賞金全部給了格勞德的父母。歡欣鼓舞的尼德蘭天主教徒把刺客的首級當做殉道者遺骸送到科隆，在以後的半個世紀，他們費盡心機為他向教廷爭取聖徒的尊稱，仍以失敗告終。
第二年，威廉次子、18岁的毛里茨继任执政，展現出驚人的軍事天才而逐漸在1589年後扭轉劣勢，迎來荷蘭黃金時代。

## 婚姻與子女

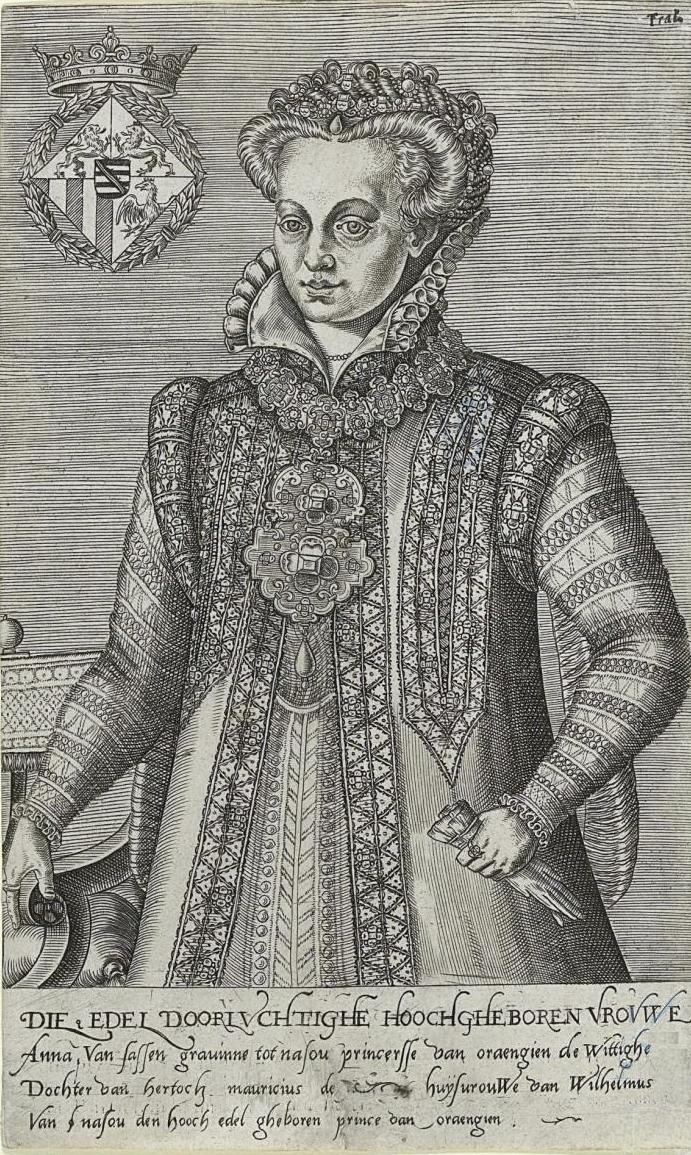
第二任妻子薩克森的安妮

威廉總共四次結婚，育有16個子女。

### 首次婚姻
第一任妻子是埃格蒙特的安妮，兩人非常恩愛幸福，可惜結婚七年後（1558年），安妮過世，讓威廉非常傷心。兩人育有三名子女，但包含長子菲利普·威廉在內都沒有子嗣。

### 再婚
威廉在1561年又娶了第二任妻子薩克森的安娜，新郎28歲，新娘只有17歲。這樁婚姻備受當時歐洲上流社會的矚目。因為安娜是薩克森選侯“名人”毛里茨唯一的孩子，是歐洲最顯赫最富有的女繼承人之一，一般認為威廉娶妻的目的是加強對新教國家薩克森選侯國、普法爾茲選侯國的影響力，以增加對抗自家國王腓力二世的本錢。兩人結婚後吵鬧不斷，但仍生下2個兒子、3個女兒，其中包含繼承他荷蘭省督的拿騷的毛里茨。
但後來安妮受不了八十年戰爭的流亡生活，回娘家後卻在1570年與讓·魯本斯律師（其子為知名畫家彼得·魯本斯）發生婚外情，結果意外懷孕讓安娜的婚外情東窗事發，拿騷家族立即行動起來，逮捕了讓·魯本斯，勒令兩人要麽主動認罪爭取寬大，要麽直接處死魯本斯。在巨大的壓力下，安娜簽署了自供狀，被長期監禁，就此與丈夫和她的孩子們離別，至死也沒有再見，陪伴她的只有1571年八月出生的私生女克裏斯蒂娜，安妮最後在囚禁中病逝，於1577年33歲出血而死。

### 第三次婚姻

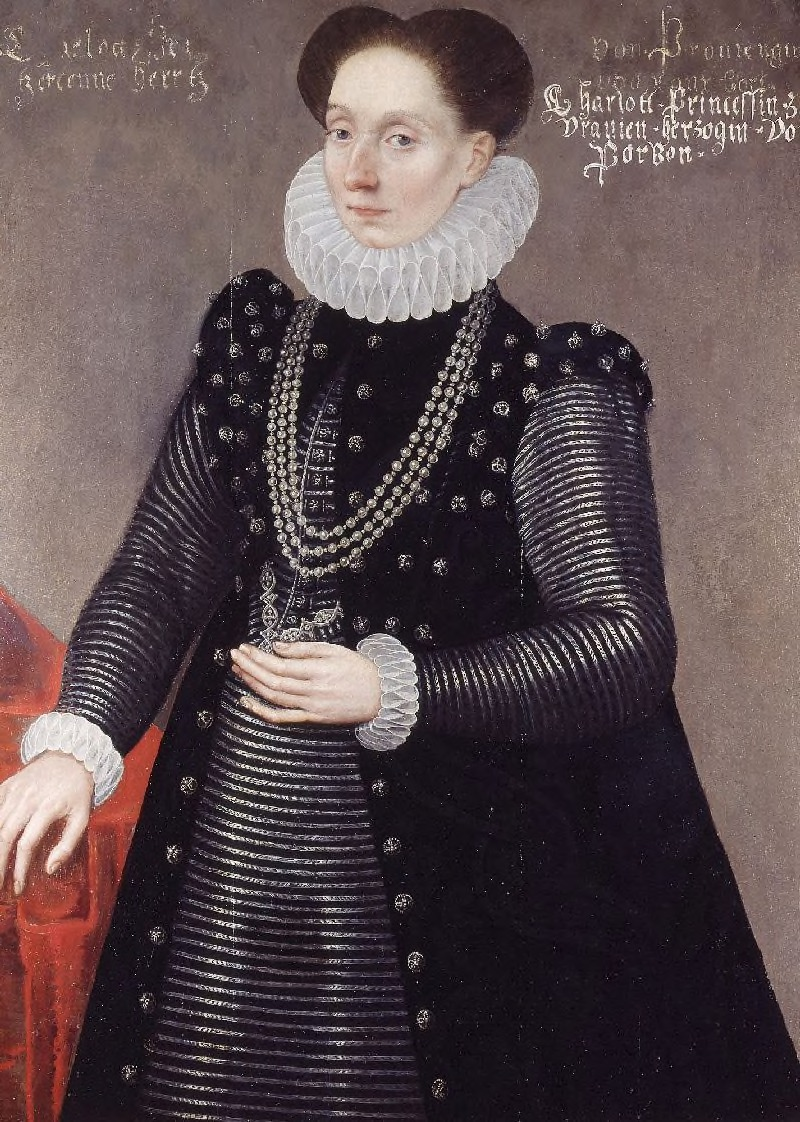
波旁的夏綠蒂，威廉的第三任妻子

1575年威廉與蒙龐西耶公爵路易三世和賈桂琳·德·隆維之女夏綠蒂結婚，這讓薩克森家族頗為生氣，認為威廉的妻子安妮雖有通姦問題，但仍在婚姻中。威廉執意要娶夏綠蒂，很可能是想取得法王的支持。婚後夏綠蒂在尼德蘭群眾中跟丈夫一樣很有人氣、極得民心，這跟兩人的幸福婚姻直接相關，兩人也有六名子女。可惜1582年當威廉受到暗殺的重創時，夏綠蒂不眠不休地照顧丈夫，反讓自己活活累死。夏綠蒂死後，威廉外表堅忍，但內心的痛苦讓旁人清楚感受，而夏綠蒂也受到尼德蘭人民廣泛地哀悼。

### 第四次婚姻

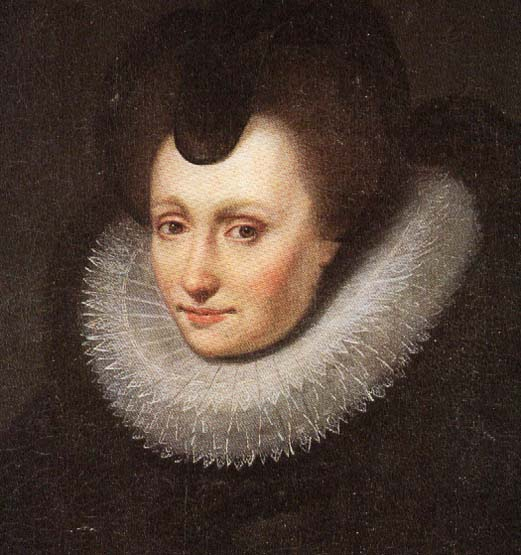
路易絲·德科利尼，威廉的第四任妻子

1583年威廉跟路易絲·德科利尼（與丈夫同為喀爾文派）成婚，她是已故的法國胡格諾派領袖──海軍上將加斯帕爾·德科利尼（受害於1572年的）之女，兩人只育有一子弗雷德里克·亨德里克，但此子成為唯一留下男系子孫的奧蘭治親王。

## 註腳
1. ↑  Smith.J W.和Smith,P.(eds).,《The Netherlands》